# Структурна антропологія
Структу́рна антрополо́гія — напрям в антропології та метод, яким він послуговується, суть якого полягає у дослідженні історії, культури, поведінки людини як проявів загальних сталих структур. Засновником структурної антропології є французький антрополог, етнограф, соціолог і культуролог Клод Леві-Строс.